# فن الفسيفساء في بلاد الشام

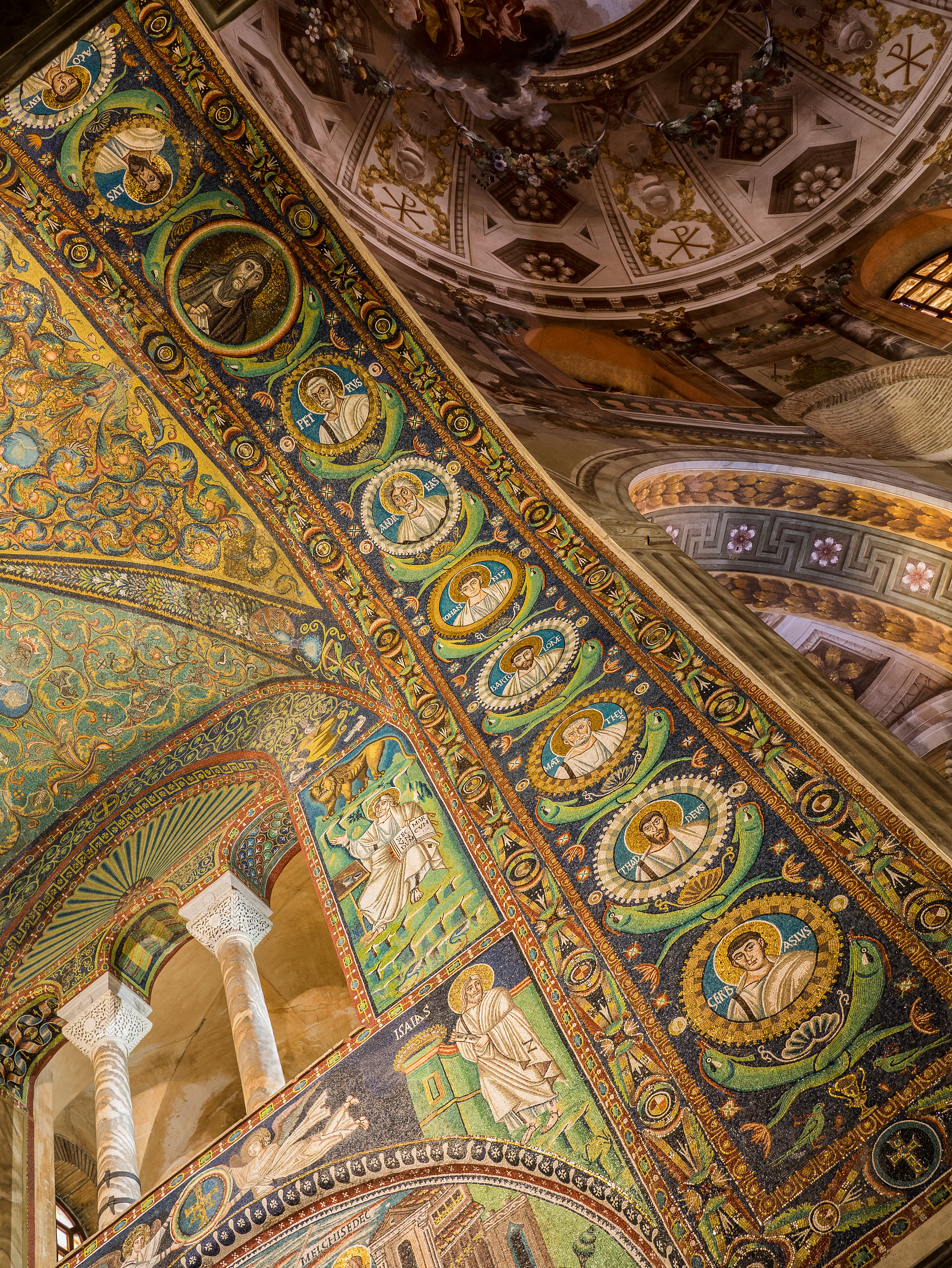
كنيسة القديس فيتالي (بنيت 547 م). تفاصيل قوس النصر العظيم مع خمسة عشر ميدالية من الفسيفساء تصور يسوع المسيح والرسل الاثني عشر والقديس جيرفاسيوس والقديس بروتاسيوس، أبناء القديس فيتالي. رافينا، إيطاليا. اليونسكو للتراث العالمي.

لقد حظيت بلاد الشام بكم وفير من الأرضيات الفسيفسائية في الكنائس البيزنطية، والتي عملت على تصوير المواضيع الفنية المتمثلة في تصوير الحياة الريفية والأسطورية، وبعض الرموز الدينية المختلفة، بالإضافة إلى تصوير الإنسان والحيوان والنبات والمدن وغيرها، هذه الأعمال تعتبر مدارس فنية مهمة في المنطقة، وأهمها شمال سوريا (أنطاكية وحلب وأفاميا) وغيرها عشرات المناطق والمراكز الدينية في العصر البيزنطي كان لها أهميتها في سوريا وكذلك مناطق في جنوب بلاد الشام الأردن وفلسطين.

## سوريا
حظيت سوريا بمكانة رفيعة وقيادية في الفترة لبيزنطية وكانت العديد من مدنها مدارس لفن الفسيفساء وزخارفها الرائعة ولوحات جدارية وارضية كثيرة جدآ في المباني والكنائس والكتدرائيات في أنحاء سورية منها أكبر لوحة فسيفساء في العالم في متحف طيبة الامام ولوحات رائعة بالمئات في مناطق مختلفة والكثير منها محفوظ في المتاحف السورية، يذكر لوحة فسيفساء المسرح والفرقة الموسيقية في حماة وفي مريمين وفسيفساء معرة النعمان ومنها لوحة ولادة هرقل بزخارفها، ولوحات الفسيفساء الرائعة في مدينة الإمبراطور فيليب العربي مدينة شهبا حيث أجمل لوحات فسيفساء لوحة الموسيقار ولوحة الصيد ولوحة آالهة الجمال افروديت ولوحة الهة البحر ولوحة بونيزوس وفي تل البيعة وفي دير مار يوحنا في جرابلس وفي دير ساجور في حلب وفي تل الكسرة الأثري قرب دير الزور وفي أفاميا حيث لوحات الفسيفساء الرائعة ويعد متحف أفاميا اعرق متاحف الفسيفساء على الإطلاق مثل لوحة سقراط الفيلسوف الشهيرة وحولة مجموعة من الحكماء ولوحة الامازونيات وحوريات البحر ولوحة تمثل القديس بولس ولوحة ولوحات نباتية وحيوانية وأسطورية ولوحة الحيوانات المفترسة ولوحة ايقونة للسيد المسيح ولوحات فسيفساء بانياس وقلعة المرقب والمدن ألأثرية في ادلب مثل البارة وجرادو وسرجيلا وشنشراح وباترسا ونجليا وبشلا وباقرحا وعشرات الكنائس ولوحات فسيفساء في مواقع عديدة في جنوب سوريا في متاحف درعا والسويداء وتدمر ووفي عدد من القرى الأثرية والقلاع والمباني الأثرية.
- - أفاميا
  - متحف شهبا
  - طيبة الامام
  - متحف معرة النعمان
  - لوحات فسيفساء في متاحف دمشق وحمص وحماة واللاذقية وطرطوس ومتحف إدلب...

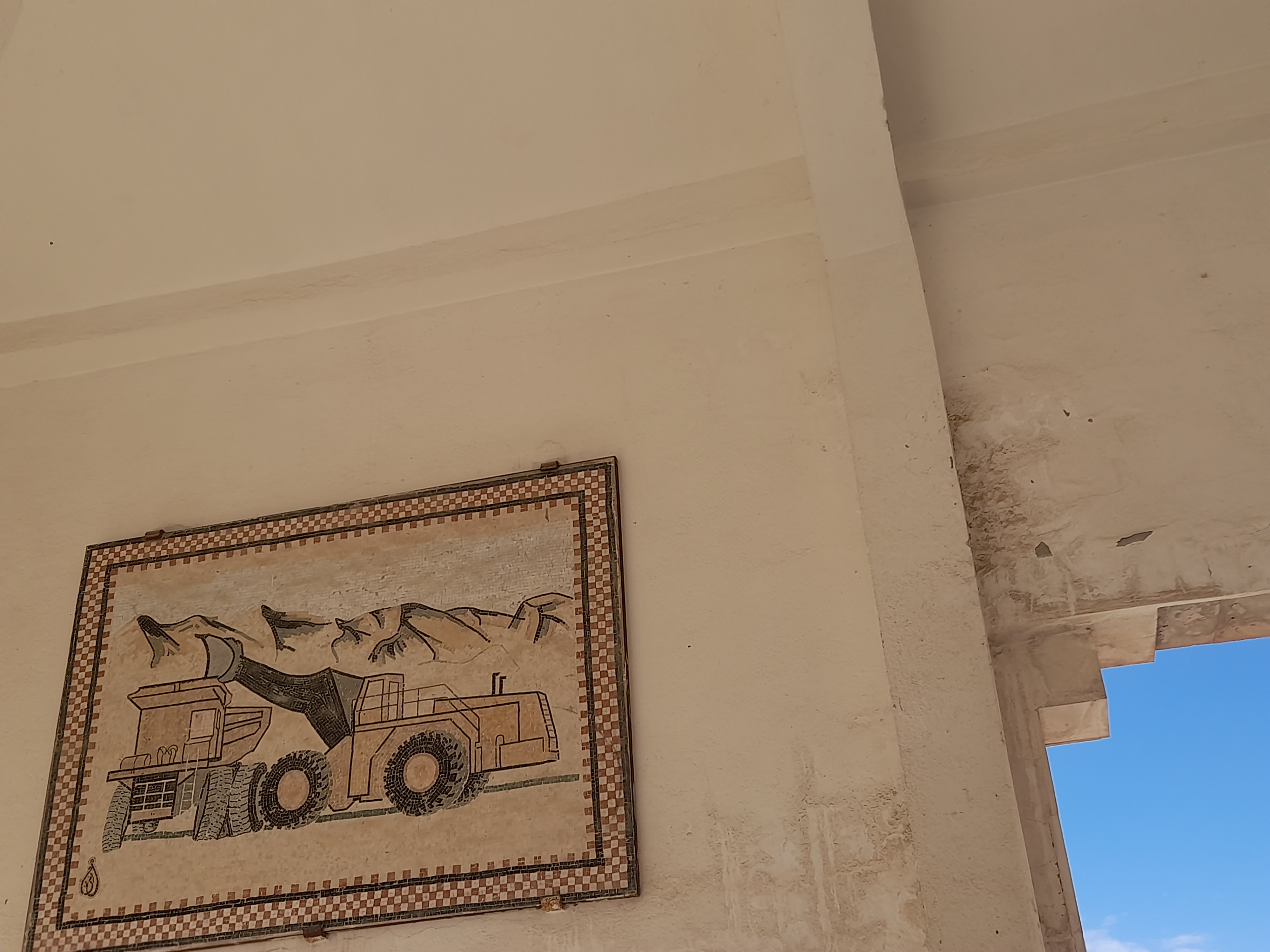
لوحة من الفسيفساء

فنون الفسيفساء وصناعتها كان لها أهميتها عبر صناع سوريون حيث نجد صور للطبيعة والأشجار والأنهار والينابيع وللحيوانات وصور ادمية للاشخاص وصور ذات مدلولات دينية واله وصور خرافية وحيوانات أسطورية والزخارف والاشكال والفاكهة والصيد والطيور وصور ملائكية ونقوش بألوان ونقوش وفنون دقيقة نادرة وحيوانات كالأسود والنمور والغزلان والثعابين الخرافية وغيرها من رسوم الحيوانات والاشكال الهندسية والمتناظره ورسومات ومناظر مناسبات واحتفالات دينية وغير ذلك عبر مئات اللوحات.
ومن المدن الهامة في هذا الفن كانت انطاكيا وماجورها بأتجه الشرق وصولا إلى حلب وادلب وجنوبآ إلى اللاذقية وطرطوس من أهم مركز صناعة الفسيفساء في سوريا والشرق أبان الفترة البيزنطية.
 أنطاكيا:
معظم المواضيع التي تناولتها مواضيع أسطورية مثل حرب ديونيسيس إله الخمر اليوناني، وعثر على أشكال تمثل الفصول الأربعة وغيرها.
وخلال الفترة البيزنطية بدأت كان لفن الفسيفساء في سوريا ومنها أنطاكيا في غرب سوريا حيث تقاطع التقاليد الفنية القديمة ومؤثراتها حيث أصبحت المشاهد أكثر قربا من الواقع والحقيقة.
ونجد بين المناظر المكتشفة منظرا غير مألوف في السلوك الحيواني حيث نشاهد صور بعض الحيوانات ذات العداء الفطري معا مثل الذئب والحمل في مكان واحد في هدوء وسلام وصورت بعض الحيوانات البحرية في نقل واقعي وهذه السمة هي السائدة في معظم أعمال هذه المدرسة. كما واحتوت أعمال هذه المدرسة على جامات احتوت رسوما شخصية محاطة بمناظر الصيد ومشاهد من الحياة اليومية، كما واستعمل فنانو أنطاكية إكليل الغار بكثرة ضمن إطارات كبيرة تتدلى كأنها جامات على جوانب الصور، وأخيرا اتسمت فسيفساء أنطاكية بكثافة الألوان خاصة اللونين الأزرق واللون الذهبي..(الطرشان 1985 :6)
- فلسطين:
كون فلسطين الأرض المقدسة فقد حظيت بكم وافر من الزخارف الفسيفسائية، حيث عثر على لوحات تمثل الفصول الأربعة وعددا من الحيوانات المفترسة والصيادين في منظر يخيم، كما وعثر في فلسطين على لوحات فسيفسائية تحتوي أشكالا نباتية متعددة الألوان تخرج من مزهريات طويلة، كما واحتوت أيضا على لوحات تمثل رسوم طيور وأشكال الحيوانات والزخارف الهندسية.
وكون كنسية القيامة وكنيسة المهد أهم كنائس فلسطين فقد جاءت الفسيفساء فيها تمثل كروم العنب والأغصان الملتفة والأشكال الهندسية كالمثلثات والدوائر الملتحمة.
كما أن كنيسة القديس سيرجيوس تعد مثالا مهما لزخارف الفسيفساء في فلسطين فحنيتها مزينة بصورة العذراء والطفل، وأقواسها لامعة بالفسيفساء الذهبية التي تعتبر سمة مميزة هنا فضلا عن استخدام اللون الأزرق.(الطرشان 1985 :6-7)
تم الحفاظ على الفسيفساء البيزنطية المبكرة في كنيسة القديس يوحنا المعمدان في عين كارم، ودير بيت جمال وكنيسة كرسي مريم.

## ج- الأردن
لقد حظي الأردن بمكانة كبيرة خلال الفترة البيزنطية ونستدل على ذلك من خلال الكنائس الكثيرة ذات الأرضيات الفسيفسائية حيث نجد أن مدينتي جرش ومادبا هما مراكز تركز هذه الكنائس البيزنطية.
مادبا وضواحيها

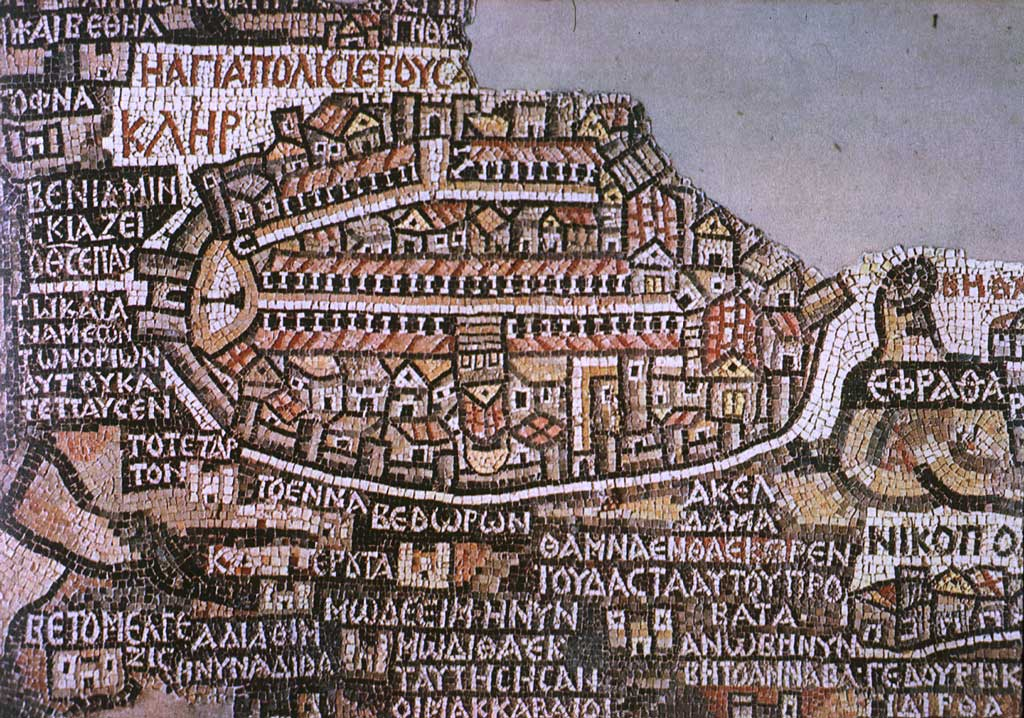
القدس في فسيفساء الخارطة بمادبا

ويقصد بها مادبا ونبو وصياغة والمخيط، والتي احتوت على مجموعة من الكنائس التي احتوت أرضيات فسيفسائية، ومن أهم معالم هذه المدينة فسيفساء الخارطة التي تمثل الأراضي المقدسة من وادي الأردن شمالا وحتى النيل جنوبا وضمت مدنا مثل القدس وبيت لحم....الخ حيث نفذت بصورة مواجهة تماما للناظر.
كما احتوت على تصاوير الأنهار والأشجار والحيوانات البرية والأسماك المرتدة عكس التيار والقوارب والمجاديف والأشرعة بما فيها من ملاحين تعرضوا للتخريب.
أما في موقع صياغة فقد كانت الزخارف الأرضية تمثل مزهريات وكرما وجامات تحتوي على الطيور والحيوانات بالإضافة إلى العناصر الهندسية كالدوائر والمثلثات....الخ وبعض النصوص المكتوبة.
أما في موقع المخيط فقد وجدت كنيسة تعود إلى القرن السادس وأوائل السابع وتحتوي هذه الكنيسة على مشاهد مائية وحيوانات أسطورية وخراف ترعى حول الأشجار بالإضافة إلى مشاهد من الحياة اليومية كقطاف العنب وعصره بالإضافة إلى صور الحيوانات المتقابلة والمتناظرة، ويجدر بالذكر أن الكثير من المواطنين المحليين قد ساهموا في هذه الأعمال.(الطرشان 1985 :7-8)
لقد ظهرت في مدينة جرش أبنية دينية مهمة خلال الفترة البيزنطية، تمثلت بإنشاء عدد من الكنائس ذات الأرضيات الفسيفسائية. لذلك نجد أن أساليب فسيفساء جرش تعتمد على أصول كلاسيكية مع ظهور تطور واضح في نماذجها، فمن أبرز كنائسها كنيسة الرسل والقديسين والأنبياء حيث يعتقد أن جدرانها كانت مزينة بالفسيفساء، بالإضافة إلى كنيسة كوزموس ودميانوس التي يعتقد أن مبانيها كانت مزينة بالفسيفساء، حيث احتوت كنيسة كوزمس ودميانوس على صور آدمية مختلفة وصور للفصول الأربعة والطيور المختلفة وفي إحدى اللوحات تصوير يمثل المتبرع ثيودور وزوجته جورجيا.
أما في كنيسة القديس بطرس وبولص فقد احتوت على أرضياتها على صور للمدن ولكنها ليست بمستوى صور المدن في كنيسة القديس يوحنا.(الطرشان 1985 :8)

## معرض صور

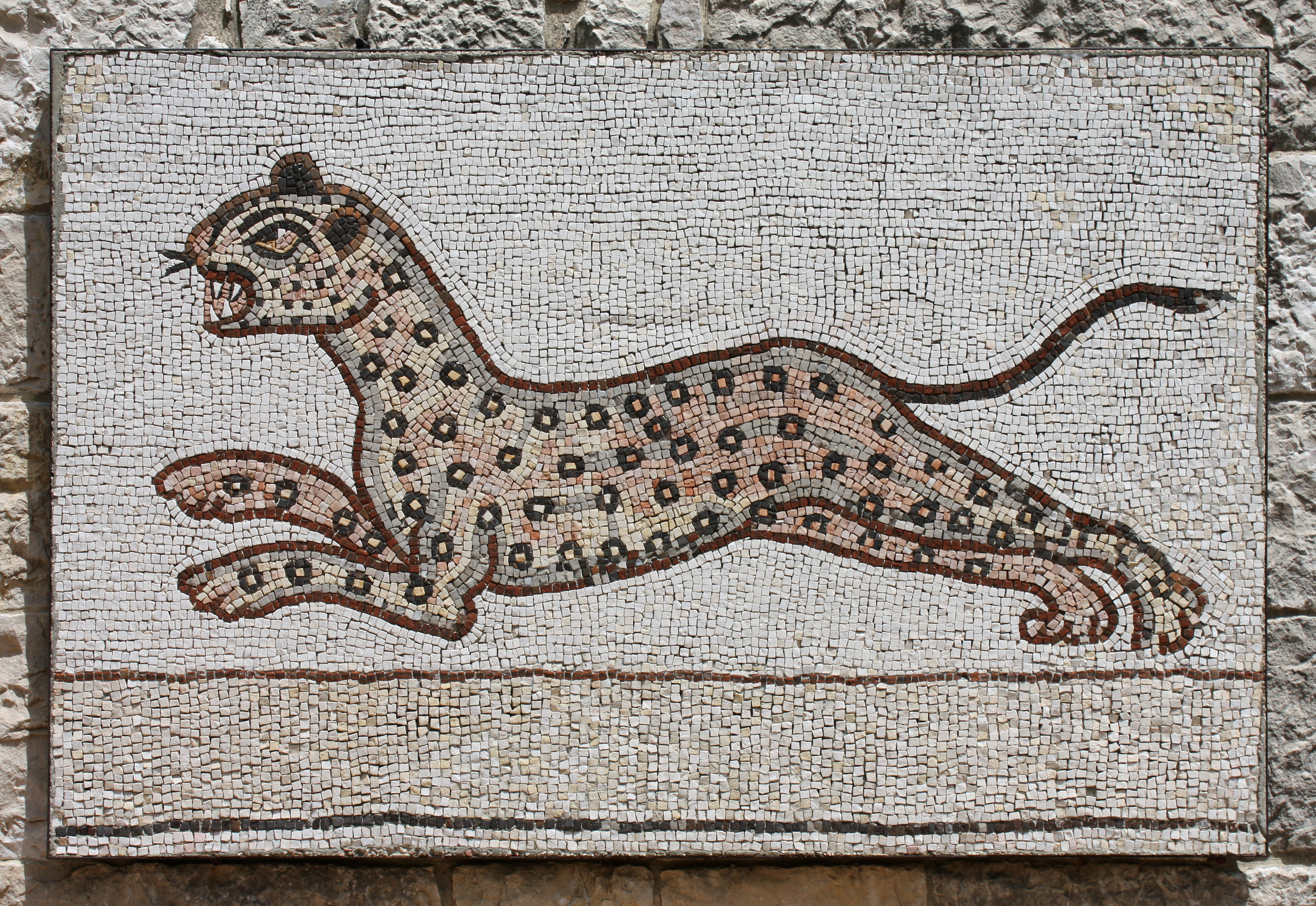
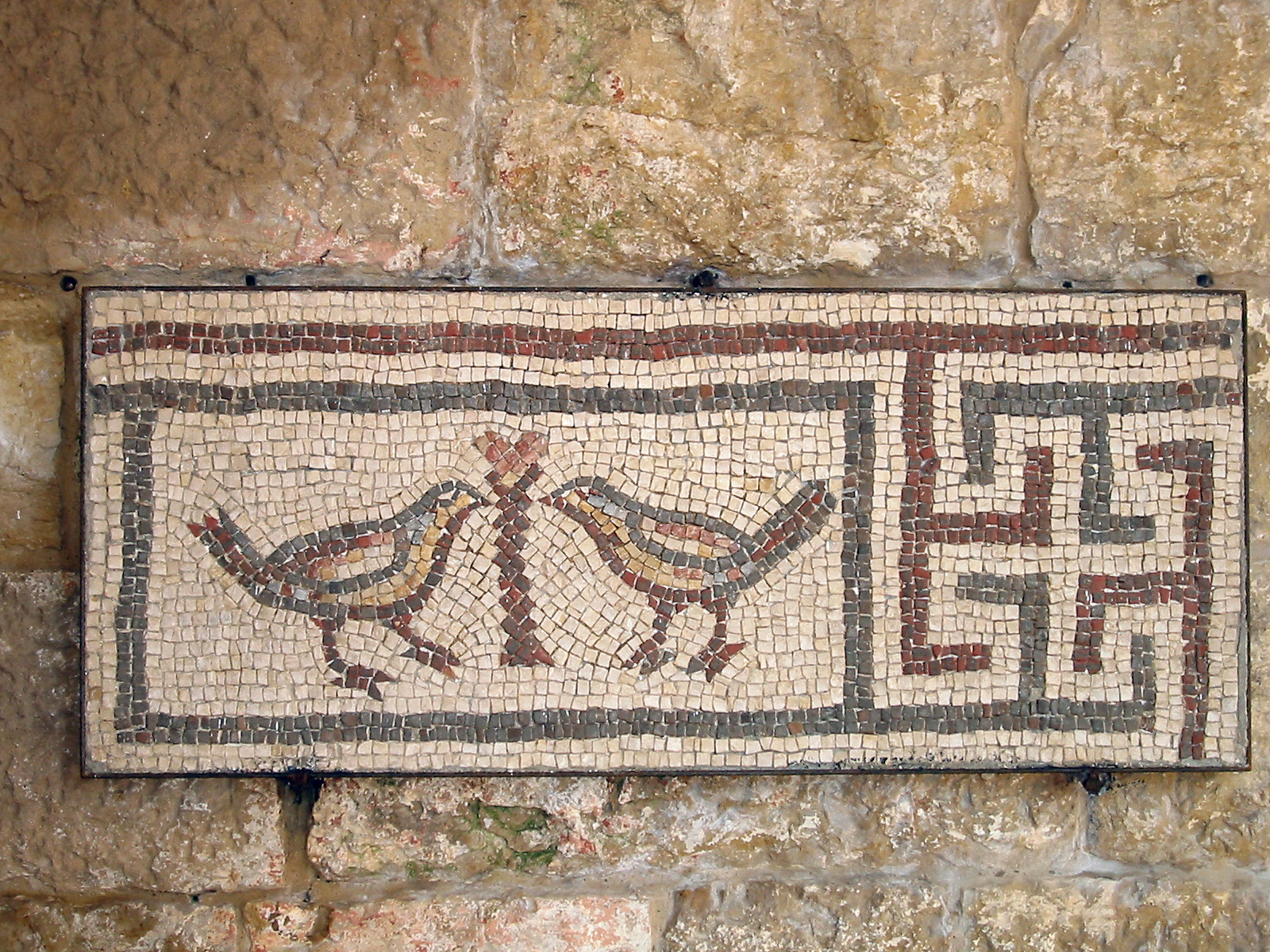
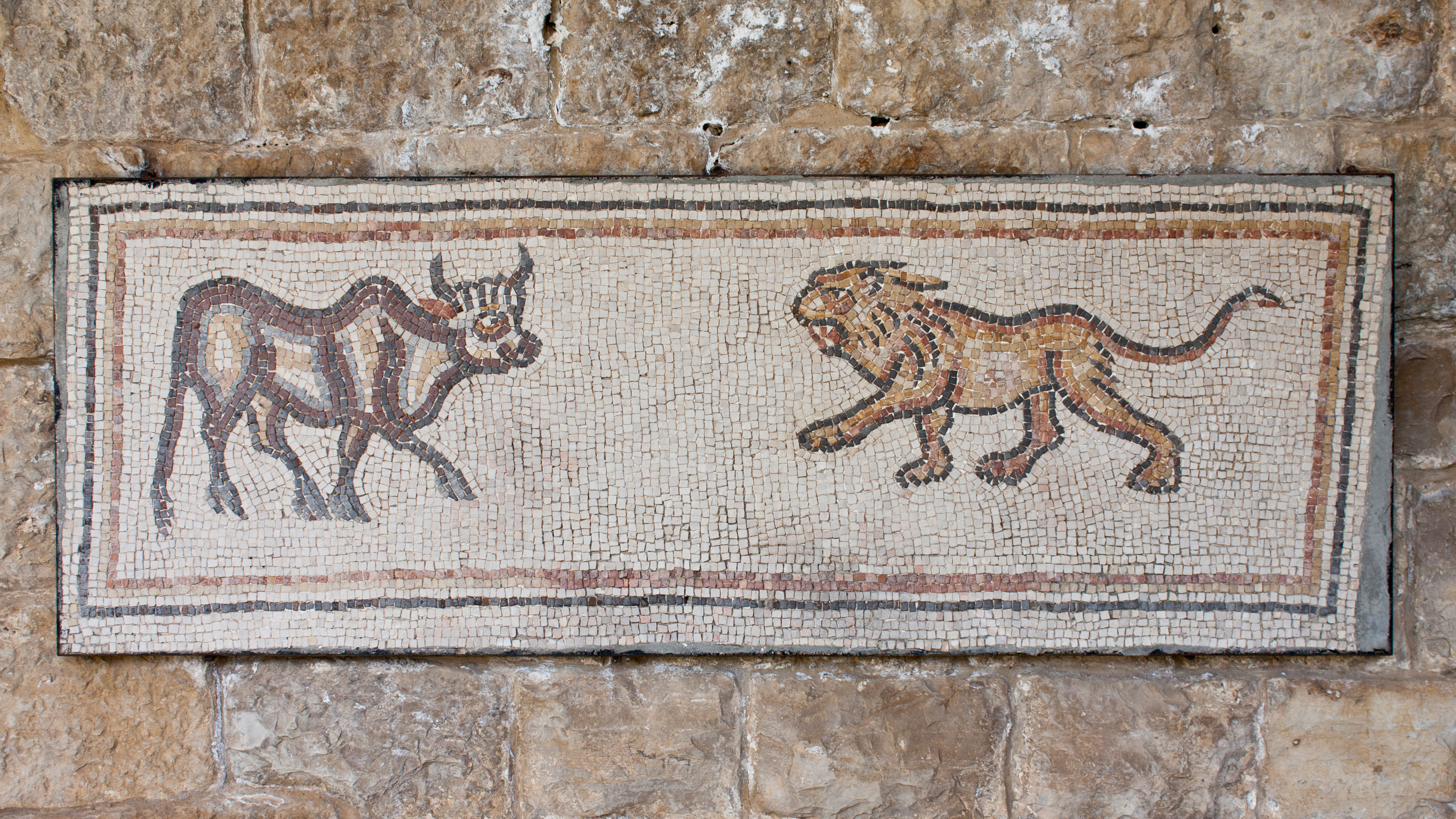
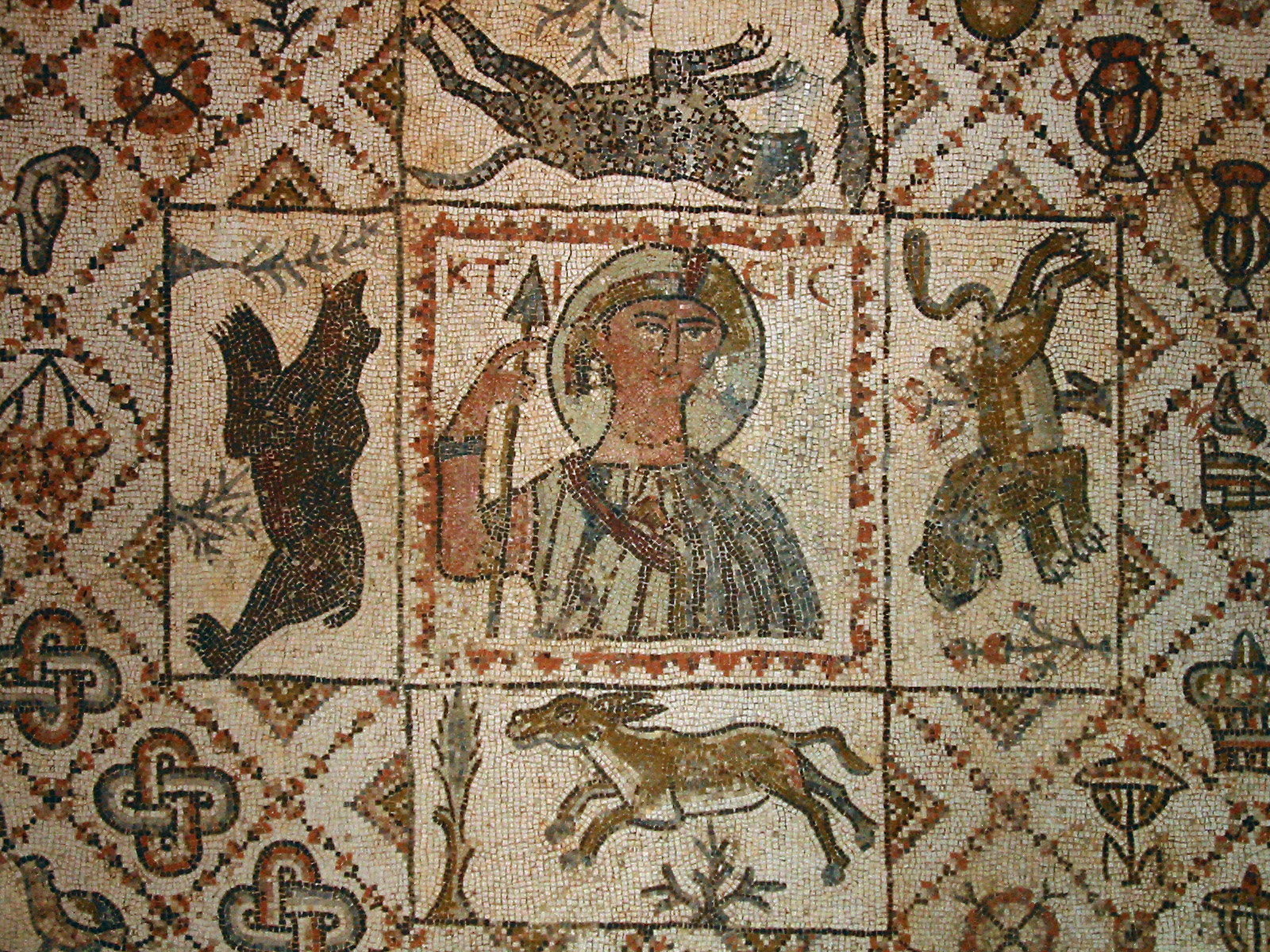

## قائمة المراجع
1- البديوي، حسن، " المنهجية الحديثة في دراسة وتوثيق الموزاييك "، استخدام التقنيات الحديثة في الآثار، الشارقة، المنظمة العربية للتربية والثقافة والفنون – إدارة برامج الثقافة والاتصال، 95-99.
2- جانسون، هورست، 1995، تاريخ الفن (العالم القديم) الجزء الأول، ترجمة عصام التل، عمان، شركة الكرمل للإعلان، 383 -386.
3- الشياب والمحيسن، 2008، علم الآثار والمتاحف الأردنية، عمان، وزارة الثقافة، 127-131.
4- الطرشان، نزار، 1985، رسالة ماجستير (المدارس الأساسية للفسيفساء الأموية في بلاد الشام)، إربد، جامعة اليرموك، 3-10.
5- عكاشة، ثروت، 1982، الفن الإغريقي، القاهرة، الهيئة العامة المصرية للكتاب، 561.
6- القاسم، عبير، 1999، فن الفسيفساء الروماني (المناظر الطبيعة)، الإسكندرية، ملتقى الفكر، 12 -302.